# 粗柄铁线莲
粗柄铁线莲（学名：Clematis crassipes）为毛茛科铁线莲属下的一个种。

## 扩展阅读
維基物種上的相關：粗柄铁线莲